# Nemzeti Együttműködés Nyilatkozata
A Nemzeti Együttműködés Nyilatkozata (röviden NENYI) egy, az Országgyűlés által 2010. június 14-én elfogadott politikai nyilatkozat, amely a 2010-es magyarországi országgyűlési választásokat forradalomnak nevezi, s azt állítja, hogy a negyven éven át tartó kommunista uralom után a rendszerváltást követő húsz év politikai paktumai, lelki és gazdasági válsága következett. Kinyilvánítja, hogy 2010 áprilisában új társadalmi szerződés született, amelyben a magyarok egy új rendszer, a Nemzeti Együttműködés Rendszere (NER) megalapítása mellett döntöttek. Kiemeli, hogy a határon túli magyarság része ennek a rendszernek.

## A nyilatkozat állami szerveknél való kifüggesztéséről szóló rendelet
A második Orbán-kormány határozatot hozott arról, hogy e nyilatkozat egy példányát kötelező jelleggel, „méltó és a középület sajátosságainak megfelelő jól látható helyen” ki kell helyezni a következő szerveknél, illetve hivataloknál: a központi államigazgatási szervek és területi, helyi szervei, valamint a Kormány általános hatáskörű területi államigazgatási szerve, továbbá a Magyar Honvédség katonai szervezetei és a katonai igazgatás területi szervei. A kormányhatározat nem írja elő kötelezően a többi hatalmi ág képviselőinek a nyilatkozat kifüggesztését, hanem kéri tőlük, hogy tegyék ezt meg. Ide tartoznak: az Országgyűlés, az Alkotmánybíróság, a bíróságok, az ügyészségek, az ombudsmani hivatalok, az Állami Számvevőszék (ÁSZ), a Magyar Nemzeti Bank (MNB), valamint a helyi és kisebbségi önkormányzatok.

## Az ellenzéki pártok reakciói a kifüggesztésről szóló rendeletre
Az LMP az Alkotmánybírósághoz fordult, mivel a párt véleménye szerint a nyilatkozat szövegének kötelező kifüggesztése sérti a közigazgatási szervek pártatlan működésének a jogállamiság elvéből eredő követelményét, a fegyveres testületek pártsemleges működését előíró alkotmányos passzust, a foglyul ejtett közönség esete miatt a szólásszabadságot, valamint ellentétben áll a kormánytisztviselői törvénnyel. Az LMP szerint a 20. századi magyar történelem legsötétebb időszakait idézi a törvény, s azt egy demokratikus jogállamhoz méltatlan, indokolatlan és alkotmányellenes intézkedésnek tartja.
A Jobbik részéről Mirkóczki Ádám, a párt szóvivője így fogalmazott: a Jobbik eleinte tréfának vélte a rendeletet. A párt szerint a rendelkezés a dinamikusan épülő „narancsköztársaság” egyik szimbóluma lesz, s azt a rossz emlékezetű forradalmi munkás-paraszti korszakot idézi, amikor Lenin, Sztálin, Rákosi Mátyás és Kádár János arcképei mellett hirdettek hasonló dokumentumokat. Mirkóczki megjegyezte, hogy a Jobbik bízik abban, hogy ezt a kormányhatározatot nem követi a „narancslobogó ünnepélyes felvonása országszerte a nemzeti trikolór mellé”.
Az MSZP szerint Magyarországon Horthy Miklós és Rákosi Mátyás, Romániában pedig Nicolae Ceaușescu élt hasonló módszerekkel. Az MSZP szerint a kormányhatározat nem más, mint „Orbán Viktor lemondólevele a nyugati civilizációról”, a demokrácia helyett a hivatalos álláspontot kötelezővé tevő, az ellenvéleményt megtorló totális rendszer kiépítésének szimbolikus lépése. Szintén az MSZP nyújtott be egy ironikus törvényjavaslatot a Parlamentnek, amelyben Orbán Viktor születésnapját ünnepnappá és munkaszüneti nappá nyilvánítanák, előírnák Orbán Viktor fényképének és életútja leírásának kötelező elhelyezését a középületekben, stb. A javaslat így fogalmaz: „A Szavazófülkékben Lezajlott Forradalom Eredményeként Létrejött Nemzeti Együttműködés Rendszere (SZALEFORELÉNER) az idén áprilisban az egységbe forrt magyar nép akaratából létrejött új politikai, gazdasági, társadalmi rendszer”. A javaslat bevallottan a Nemzeti Együttműködés Nyilatkozatára, illetve annak kötelező kifüggesztésére irányuló irónia, s 11 szocialista képviselő, köztük Gyurcsány Ferenc és Lendvai Ildikó írta alá. Az Atv.hu információi szerint a törvényjavaslatot angol nyelven eljuttatták az amerikai és az uniós országok nagyköveteinek is.

## Egyes intézmények reakciói
A bíróságokon, így az Alkotmánybíróságon (AB) sem kerül kifüggesztésre a nyilatkozat. Az Alkotmánybíróság arra hivatkozott, hogy az AB tagjai az Alkotmánybíróság hatásköréből adódó feladatokon kívül politikai tevékenységet nem folytathatnak, a politikai nyilatkozat kihelyezése az AB épületében politikai tevékenységnek minősülne.
Az ügyészségek is megtagadták a nyilatkozat kifüggesztését, a Legfőbb Ügyészség sajtóirodája így nyilatkozott: „Az ügyészség nem lát lehetőséget arra, hogy az ügyészi szervezet épületeiben kihelyezze az Országgyűlés politikai nyilatkozatát. Az Alkotmány szerint ugyanis az ügyészek nem folytathatnak politikai tevékenységet”.
A Köztársasági Elnöki Hivatal jelezte, hogy Sólyom László mandátumának lejártáig nem függeszti ki a nyilatkozatot.
A Főpolgármesteri Kabinet közölte, hogy a nyilatkozatot „jól látható helyre, sok példányban kihelyezik”. A Kabinet kerítésén is elhelyeznek néhány példányt, mivel az útmutatás szerint „a nyilatkozatnak ott a helye, ahol az emberek gyakran megfordulnak”. A kifüggesztett nyilatkozat mellé hasonló méretű üres papírlapokat is kihelyeznek, hogy „nemzeti konzultáció szellemében a polgárok közvetlenül megfogalmazhassák ötleteiket, építő javaslataikat a kormány számára”.
Az Ombudsmani Hivatal és a Magyar Nemzeti Bank 2010-ben még nem döntött a nyilatkozat kihelyezéséről.
Az Eötvös Károly Intézet, amelyet Majtényi László vezet, a faliújságra, művirágokkal körítve helyezte el a nyilatkozatot, s erről ironikus hangú közleményben számolt be.
Az Országházban és a képviselői irodaházban a nyilatkozat kifüggesztésre került.
A Mixonline.hu cikke nyomán elkészült a nyilatkozat rovásírásos változata.

## Internetes tiltakozások a kötelező kifüggesztés ellen
Az interneten számtalan, a NENYI ellen tiltakozó, avagy azt gúnyoló fotó készült, illetve csoport alakult. A Szabad Emberek Magyarországért (SZEMA) Nemzeti Engedetlenségi Mozgalmat (NEM) hirdetett a Facebook közösségi oldalon, ahol egyébként több csoport is alakult a NENYI apropóján. Az egyik arra szólít fel, hogy a Facebookon is tűzzék ki a Nyilatkozatot, a másik pedig arra, hogy tűzzék ki mellé a miniszterelnök fényképét is, a harmadik csoport pedig a Švejk-beli Ferenc József-képnek hasonló sorsot szánna a nyilatkozatnak. Olyan kezdeményezés is indult, hogy a Hírcsárda falára, avagy a WC-be tűzzék ki a Nyilatkozatot. Persze rögtön aktivizálta magát az ellen-ellentábor is, így már megalakult azok csoportja is, akik önmaguktól is kiteszik otthon a NENYI-t, üdvözölve a „kormánynál több erők döntését”. A Nemzeti Együttműködés Rendszerének is van saját rajongótábora. Az Elit Nemzeti Együttműködés Kommandó (ENEK) elnevezésű (természetesen viccnek szánt) csoport azért alakult, hogy feljelenthessük azokat a szomszédainkat, akik nem működnek együtt. A csoport elnevezése a Brian élete című Monty Python-film elit öngyilkos alakulatára utal.

## Eltávolítása
2021. augusztus 4-én Orbán Viktor miniszterelnök kormányhatározatban rendelte el a NENYI eltávolítását a közintézményekből. Helyére az ún. Nemzeti Hitvallás került.

## Lásd még
- Nemzeti Együttműködés Rendszere
- Polgári engedetlenség
- Populizmus